# АЗ (хоккейный клуб)
«АЗ Гавиржов» (чеш. AZ Havířov) — чешский клуб по хоккею с шайбой из Гавиржова. Основан в 1928 году.

## История
Первые матчи по хоккею в окрестности деревень, находившихся на месте города Гавиржова, были проведены в 1928 году. В 1931 году был образован профессиональный клуб КЧТ «Лэзи», названный в честь угольной шахты «Лэзи». Деревни были объединены в город Гавиржов в 1955 году. В 1968 году клуб был переименован в «АЗ Гавиржов», в честь шахты имени Антонина Запотоцкого. В 1992 году команда вышла во вторую по силе лигу Чехии. В 1999 году клуб купил лицензию у «Слезана» и стал выступать в экстралиге. В сезоне 2002/03 «АЗ Гавиржов» уступил в квалификационном турнире клубу «Кладно» и выбыл в первую лигу. В 2010 году клуб по финансовым соображениям не смог выступать в лиге и перешёл в третью по силе лигу страны, но уже в 2013 году вернулся в лигу 1. Из известных хоккеистов, выступавших за «Гавиржов» можно выделить двукратного чемпиона России Яна Петерека. Самым знаменитым хоккеистом, уроженцем Гавиржова, является Давид Пастрняк.